# 菊池卓平
菊池卓平（きくち たくへい、1845年（弘化2年） - 1928年（昭和3年）3月30日）は、日本の牧師である。
武田斐三郎から蘭学を学ぶ。その後、アメリカ合衆国領事に英語を学んだ。徳川幕府の航海測量方、北海道開拓使の役人、英語教師をする。函館でM・C・ハリスの通訳をしている時に、キリスト教に回心し、1876年にハリスより洗礼を受ける。
翌年、美以教会（メソジスト教会）の函館教会の初代日本人仮牧師になる。1879年青山学院の前身の耕教学舎の校長になる。その後、西尾、名古屋、長崎、久留米、矢代福山、能代、八戸などの諸教会の牧師を歴任した。
1905年に牧師を引退するが、1907年のメソジスト3派の合同に陰で尽力する。